# Мадисон (Висконсин)
Ма́дисон (англ. Madison [ˈmædəsən]) — город в США, административный центр штата Висконсин. Население — 269 196 человека (2021), это второй город по населению в Висконсине после Милуоки и 81-й в США. Население с пригородами превышает 654 тысячи человек.

## История

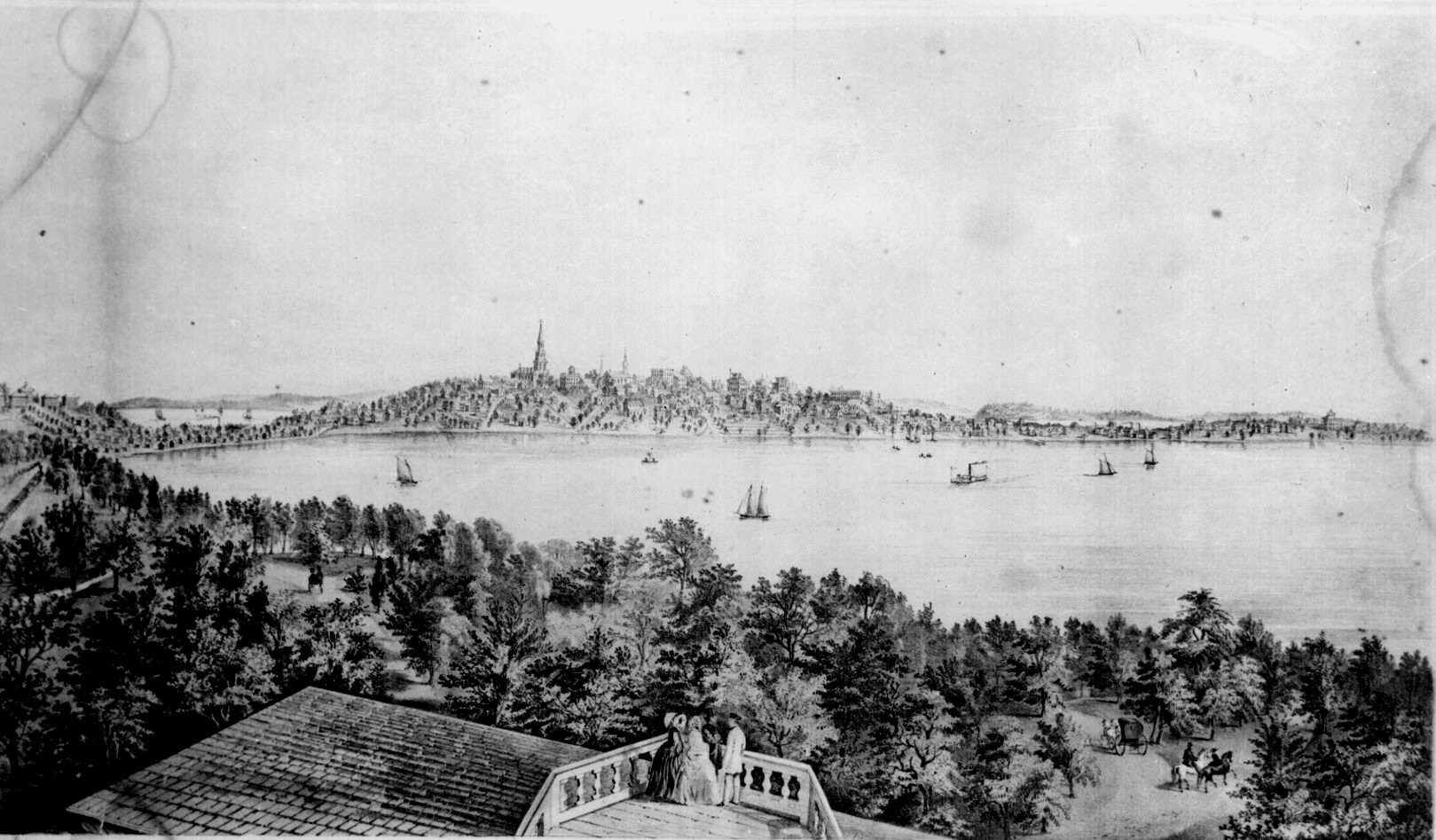
Мадисон в 1855 году

Мадисон впервые упоминается в 1836, когда бывший федеральный судья Джеймс Доти купил около 1000 акров (4 км²) болотной и лесной местности на перешейке между озёрами Мендота и Монона, намереваясь построить новый город. Он стал усиленно лоббировать перенос столицы территории Висконсин из Бельмонта в новый город названный в честь Джеймса Мэдисона, четвёртого президента США. 28 ноября, несмотря на то, что город существовал лишь на бумаге, Мадисон стал столицей Висконсина, благодаря выгодному географическому положению. В 1837 началось строительство капитолия Висконсина. Первое собрание Законодательного органа произошло в 1838. В 1846 Мадисон был всего лишь посёлком с населением 626 человек. Когда в 1848 Висконсин получил статус штата, Мадисон стал его столицей, был основан Университет Висконсина–Мэдисона. В 1854 была проведена железная дорога, связавшая Мадисон с Милуоки. В 1856 Мадисон получает статус города с населением 6863 человек. В 1869 году был построен второй капитолий, который значительно пострадал от пожара в 1904 году. В 1906 году было начато строительство нового здания капитолия, которое было завершено в 1917 году.

## География
Мадисон расположен в центре округа Дейн, в 124 км от Милуоки и в 196 км от Чикаго. Крупнейший город-спутник — Мидлтон. Внутри городской черты находится несколько небольших населённых пунктов, административно не входящих в состав города. Исторически наиболее престижными считались западные районы города, в то время как к востоку, северу и югу от центра расположены рабочие пригороды. Мадисон часто называют Городом четырёх озёр, поскольку его окружают озёра: Мендота, Монона, Уобиса и Кегонса.

### Климат
Мадисон расположен посреди широколиственных лесов, в умеренно-тёплом континентальном климате, с четырьмя отчётливо выраженными сезонами в течение года (по классификации Кёппена - Dfa).
Среднегодовой показатель солнечного сияния составляет 2427,8 часа, со средним показателем за год в 54% от максимально возможного (изменения по всем месяцам от 38% до 66%).
| Показатель                    | Янв.  | Фев.  | Март  | Апр.  | Май  | Июнь | Июль | Авг. | Сен. | Окт.  | Нояб. | Дек.  | Год   |
| ----------------------------- | ----- | ----- | ----- | ----- | ---- | ---- | ---- | ---- | ---- | ----- | ----- | ----- | ----- |
| Абсолютный максимум, °C       | 14,4  | 17,7  | 28,3  | 34,4  | 38,3 | 38,3 | 41,6 | 38,8 | 37,2 | 32,2  | 25,0  | 18,3  | 41,6  |
| Средний суточный максимум, °C | −2,6  | −0,0  | 6,6   | 14,4  | 20,6 | 25,9 | 27,9 | 26,7 | 22,5 | 15,3  | 7,1   | −0,5  | 13,6  |
| Средняя температура, °C       | −7,1  | −4,7  | 1,2   | 8,2   | 14,2 | 19,6 | 22,0 | 20,8 | 16,2 | 9,5   | 2,5   | −4,7  | 8,1   |
| Средний суточный минимум, °C  | −11,6 | −9,4  | −4    | 2,0   | 7,7  | 13,3 | 16,0 | 14,8 | 10,0 | 3,7   | −2,1  | −9    | 2,6   |
| Абсолютный минимум, °C        | −38,3 | −33,8 | −33,8 | −17,7 | −7,2 | −0,5 | 2,2  | 1,6  | −3,8 | −11,1 | −25,5 | −33,3 | −38,3 |
| Норма осадков, мм             | 31    | 36    | 55    | 86    | 90   | 115  | 106  | 108  | 79   | 60    | 60    | 44    | 875   |
| Источник: NWS                 |       |       |       |       |      |      |      |      |      |       |       |       |       |

## Население
Население на 1 июля 2021 года составило 269 196 человек.
По состоянию на 2011 год:
- белых — 78,9 %
- афроамериканцев — 7,3 %
- азиатов — 7,4 %
- латиноамериканцев (всех рас) — 6,8 %

Среднегодовой доход на душу населения составлял в 2000 году 23 498 долларов США. Средний возраст населения — 30,9 года. Уровень преступности несколько ниже среднего по США.
В политическом отношении Мадисон с середины XX века является оплотом Демократической партии.

## Экономика

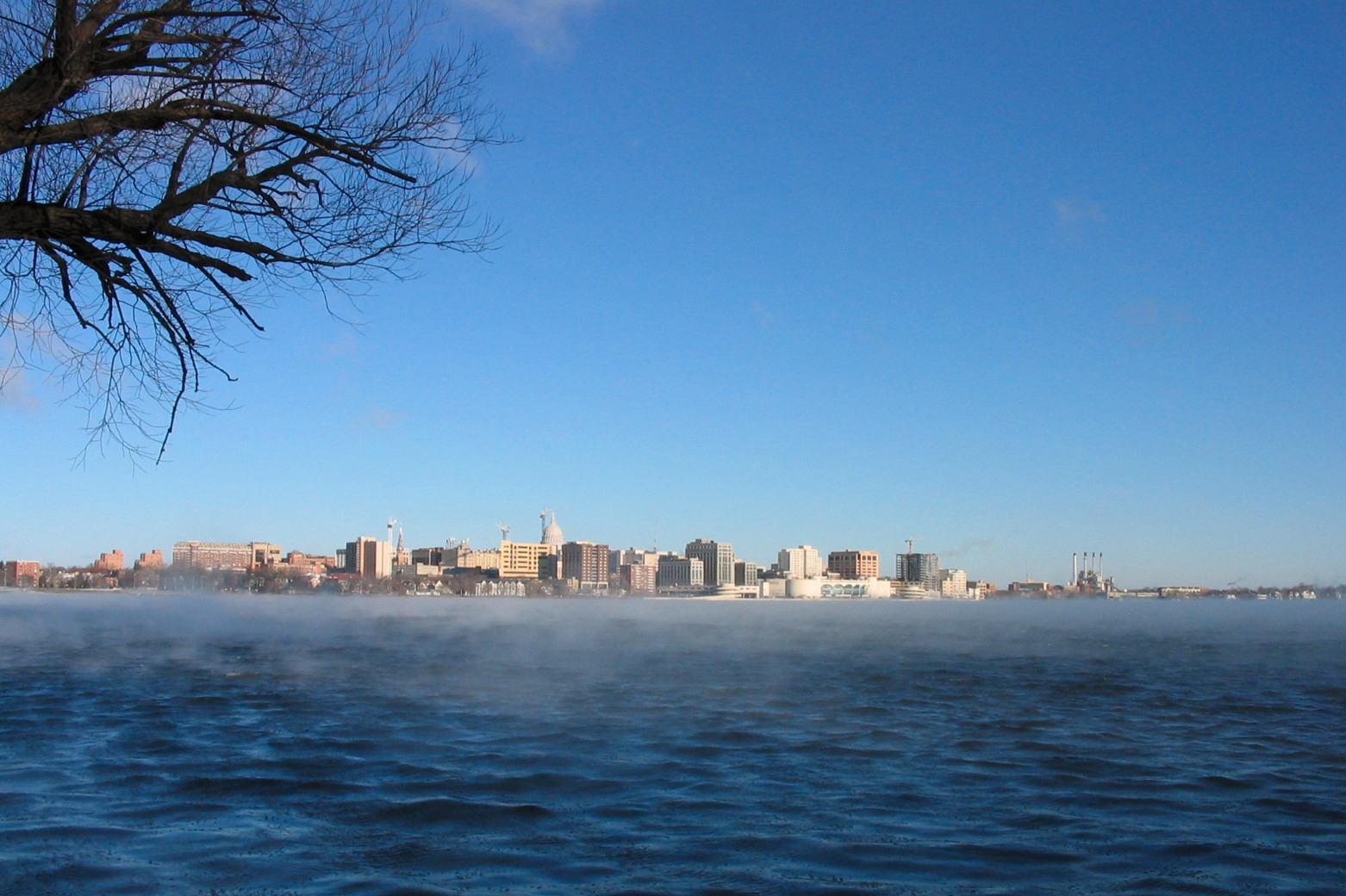
Вид на Мадисон с озера Монона

Правительство Висконсина и Университет Висконсина-Мэдисона остаются крупнейшими работодателями города. Тем не менее, сегодня экономика Мадисона движется в сторону развития сектора услуг и высокотехнологичных отраслей, особенно в сфере здравоохранения и биотехнологий. С начала 1990-х годов город переживал период устойчивого экономического роста и в дальнейшем меньше пострадал от кризиса, чем другие области штата. Большая часть новых предприятий открывалась на юге и западе города, а также вдоль северного берега озера Мендота. В основе бума лежало развитие высокотехнологичных предприятий, чему способствовала работа университета с местными компаниями и предпринимателями по применению результатов научных исследований (особенно биотехнологий) в производстве.
Многие компании привлекает высокий уровень образования горожан. 48,2 % населения Мадисона старше 25 лет имеют по крайней мере степень бакалавра. Журнал Forbes в 2004 году сообщал, что Мадисон имеет самый высокий процент лиц, имеющих докторскую степень в США. В 2006 году тот же журнал поместил Мадисон на 31-е место из 200 в рейтинге «Лучшие места для бизнеса и карьеры в США». Мадисон также был включён Forbes в десятку лучших городов США несколько раз в течение последнего десятилетия. В 2009 году, в разгар рецессии конца 2000-х годов, Мадисон имел уровень безработицы всего лишь 3,5 %.
Крупнейшие частные работодатели города:
- Spectrum Brands (машиностроение и электроника)
- Alliant Energy (электроэнергия и сланцевый газ)
- American Family Insurance (страхование)
- Exact Sciences (биотехнологии, медицинская диагностика)
- Invitrogen (биотехнологии и лабораторное оборудование)
- Covance (биотехнологии, медицина, фармакология)

## Транспорт
Город обслуживается аэропортом Дейн Риджинал (IATA: MSN, ICAO: KMSN) с пассажирооборотом 1,6 млн чел. в год.
Грузовые железнодорожные перевозки осуществляются компаниями Wisconsin and Southern Railroad и Canadian Pacific Railway. В рамках федеральной программы по развитию железнодорожного транспорта через Мадисон должна быть проложена скоростная железнодорожная линия Чикаго — Миннеаполис, но в настоящее время реализация проекта заморожена.
Сеть автобусных маршрутов соединяет Мадисон с Чикаго, Миннеаполисом, Милуоки и множеством небольших городов в Висконсине и прилегающих штатах. Основные дороги, проходящие через город: I-39, I-90 и I-94.

## Города-побратимы
- Гамбия: Канифинг
- Сальвадор: Аркатао[англ.]
- Литва: Вильнюс
- Куба: Камагуэй
- Эфиопия: Бахр-Дар
- Мексика: Тепатитлан-де-Морелос
- Италия: Мантуя
- Япония: Обихиро
- Германия: Фрайбург